# Hedenham
Hedenham – wieś w Anglii, w hrabstwie Norfolk, w dystrykcie South Norfolk. Leży 17 km na południowy wschód od Norwich i 152 km na północny wschód od Londynu.
Miejscowość liczy 173 mieszkańców.